# Dunkin’ Brands
Dunkin’ Brands — американская компания, оператор сетей закусочных-магазинов под марками Dunkin’ Donuts и Baskin-Robbins. Штаб-квартира компании расположена в городе Кантон (штат Массачусетс).

## История
Сеть Dunkin’ Donuts была основана Уильямом Розенбергом в 1946 году в городе Куинси. Первая точка по продаже пончиков носила название «Открытый котелок», а в 1950 году название было изменено на Dunkin’ Donuts.
Baskin Robbins была основана в 1945 году в калифорнийском Глендейле Бёртоном Баскином и Ирвином Роббинсом — владельцами двух кафе, соответственно, «Бёртонс» и «Сноубёрдс». В партнёрстве предпринимателям удалось создать новый формат общепита — кафе-мороженое.

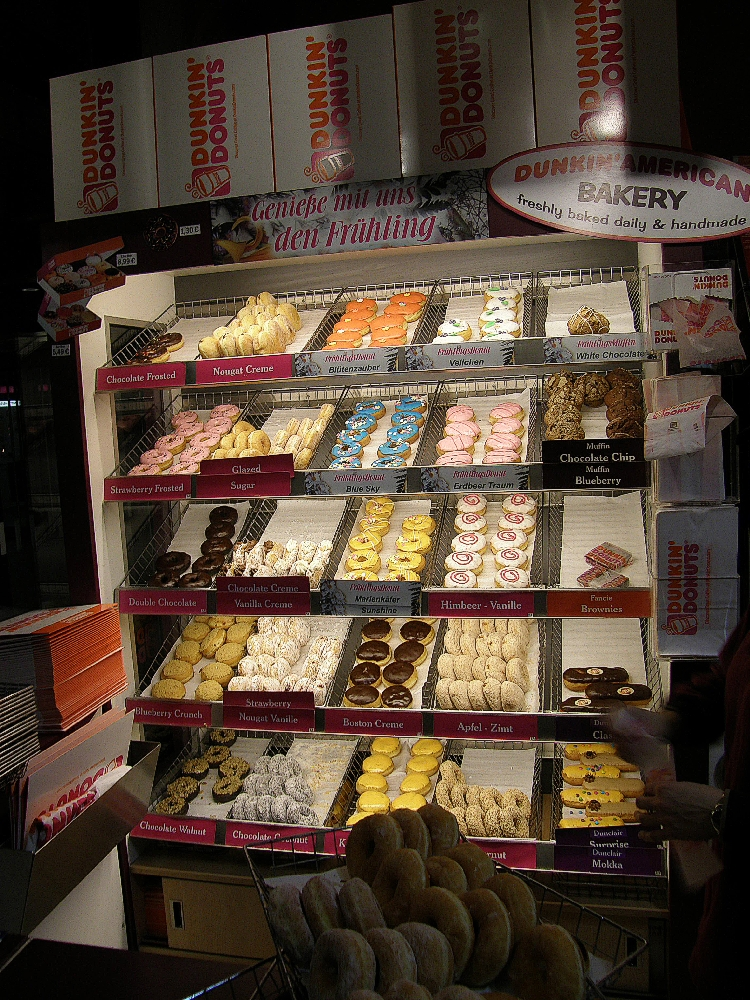
Ассортимент пончиков Dunkin’ Donuts

В 1970-80-х годах обе эти торговые марки были куплены британской компанией Allied Domecq (ранее Allied Lyons). В 1993 году ресторанный бизнес компании был интегрирован в компании Allied Lyons Retailing. В 1999 году она получила название Allied Domecq Quick Service Restaurants (ADQSR), а в 2004 году — Dunkin’ Brands. В 2004 году французский производитель алкогольных напитков Pernod Ricard поглотил Allied Domecq, и позднее, в 2006 году, продал Dunkin’ Donuts и Baskin Robbins за $2,425 млрд консорциуму частных инвесторов, и поныне владеющих этими марками.

## Собственники и руководство
Основные владельцы компании — частные фонды Bain Capital, Carlyle Group и Thomas H. Lee Partners, купившие её в декабре 2005 года за 2,425 млрд долл.
Главный исполнительный директор компании — Найджел Трэвис.

## Деятельность

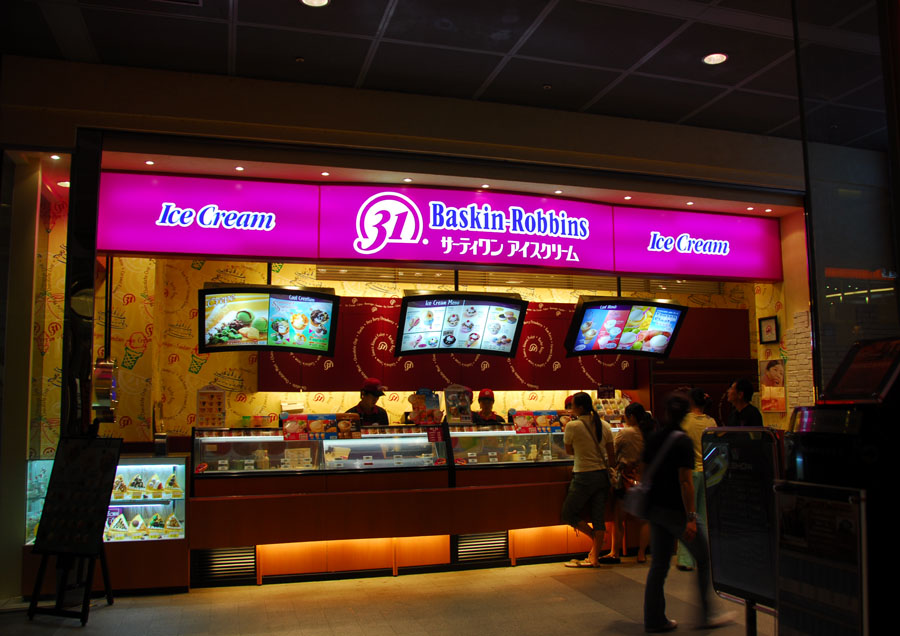
Кафе Baskin Robbins на Тайване

Dunkin’ Brands принадлежат торговые марки Dunkin’ Donuts (сеть кофеен-пончиковых) и Baskin Robbins (сеть магазинов и кафе-мороженое), всего в 45 странах мира действует 15,3 тыс. точек различного формата под этими марками. Компания работает на условиях франчайзинга (99 % заведений по всему миру находятся под управлением франчайзи, количество которых около 2000). Даже заводы по производству мороженого и пончиков принадлежат франчайзи: сама Dunkin’ Brands владеет лишь одним заводом в Канаде. Стоимость франшизы не раскрывается (кроме США, где на 2010 год она составляла 5,9 % от оборота франчайзи).

### Показатели деятельности
Общая численность персонала, работающих в заведениях компании (включая сотрудников франчайзи), на 2010 год составляла 260 тыс. человек. Выручка компании в 2009 году составила $7,2 млрд (рост на 3 % по сравнению с предыдущим годом).

### Dunkin’ Brands в России

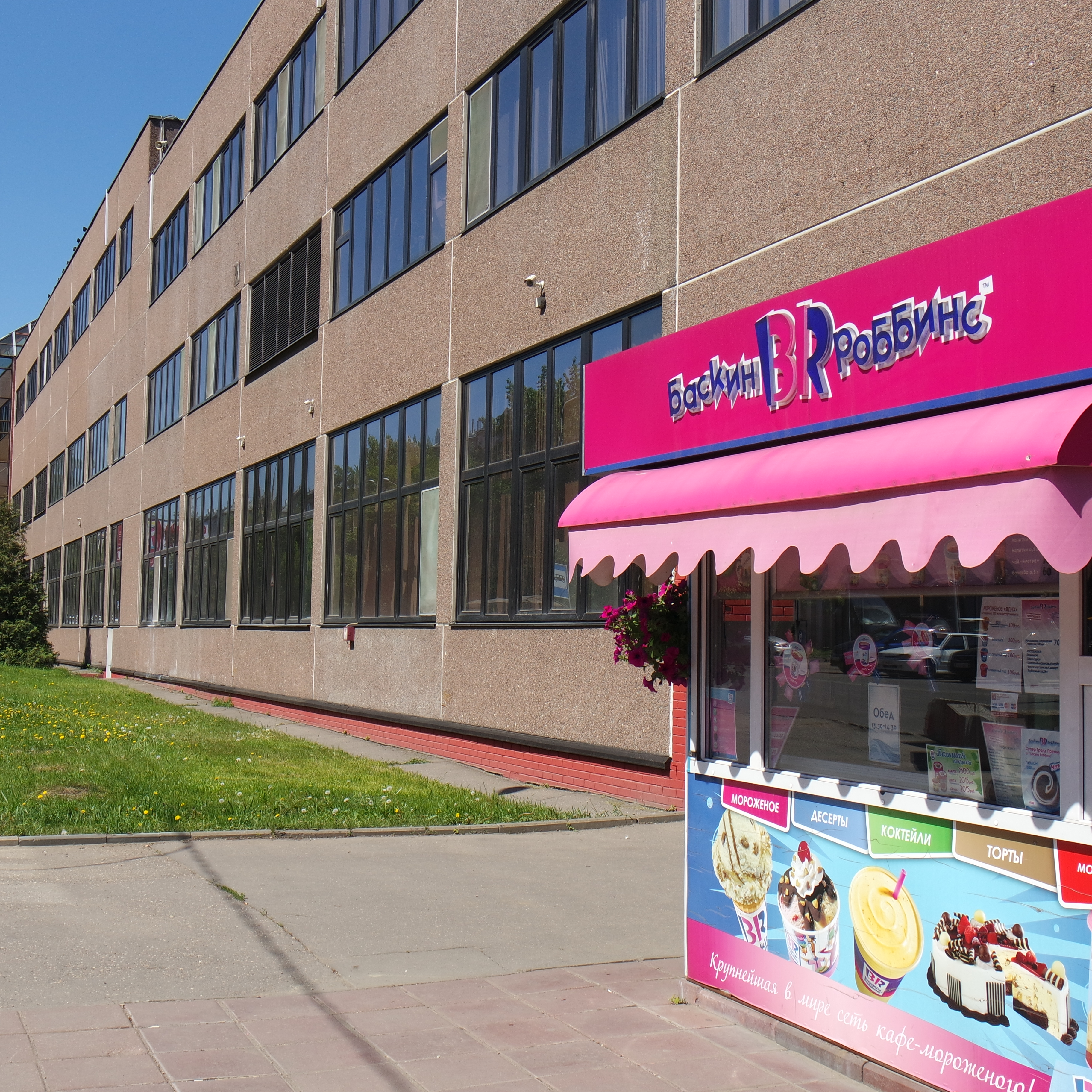
Франчайзинговый завод Baskin Robbins в Москве (Хладокомбинат № 9)

Компания впервые вышла на российский рынок ещё в 1990 году, в стране появились кафе и лотки Baskin Robbins, начали продаваться пончики («донатсы»). После экономического кризиса 1998 года присутствие Dunkin’ Brands в Российской Федерации было резко свёрнуто.
Вновь свою экспансию в России Dunkin’ Brands по стечению обстоятельств начала в разгар следующего экономического кризиса — в начале 2010 года. К марту 2011 года у местного франчайзи Dunkin’ Donuts — компании ООО «Донатс проджект» — уже было 9 кофеен и собственное производство пончиков в Москве. Сеть Baskin Robbins в стране насчитывала уже 144 точки продаж. Наиболее популярные среди россиян вкусы мороженого Baskin Robbins — пралине со сливками и миндально-фисташковое.
11 марта 2022 года Dunkin' Brands объявила, что больше не будет инвестировать и развивать бизнес в России.

## Интересные факты
- 44-й президент США Барак Обама и 42-й президент Республики Гаити Рене Гарсия Преваль в молодости работали официантами в кафе Baskin Robbins. Обама позднее признавался, что с тех пор он не любит это мороженое.[1][6]
- Розовые части «BR» составляют число 31 — в знак того, что у Baskin Robbins есть различные вкусы на каждый день месяца.